# Canet-en-Roussillon
Canet-en-Roussillon (Catalaans: Canet de Rosselló) is een gemeente in het Franse departement Pyrénées-Orientales (regio Occitanie). De plaats maakt deel uit van het arrondissement Perpignan. Canet-en-Roussillon telde op 1 januari 2022 13.005 inwoners.
Het dorpscentrum ligt ruim een kilometer van de Middellandse Zeekust. Aan de kust ligt de toeristische kern Canet-Plage, dat samen met Argelès de grootste badplaats van het departement is.

## Geschiedenis
In Canet zijn twee urnenvelden uit de late Bronstijd gevonden. Tijdens de Romeinse tijd deed de plaats dienst als de haven van Ruscino, een administratief centrum van de Romeinen nabij het huidige Perpignan. Toch zijn er weinig sporen van Romeinse bebouwing teruggevonden in Canet.
De eerste schriftelijke vermelding van Canet dateert uit 1013. Canet, midden een moerassige vlakte, had een haven en een kasteel. In 1075 werd een kerk gebouwd binnen de muren van het kasteel. Deze Sint-Maartenskerk werd de parochiekerk van Canet tot in de 14e eeuw een tweede kerk werd gebouwd. Tijdens de Middeleeuwen bloeide Canet dankzij haar haven, de handel met Perpignan, de zoutwinning en de aanleg van wijngaarden. In 1300 telde het dorp ongeveer 500 inwoners. Aan het einde van de 14e eeuw kwam het verval toen tussen 1398 en 1422 Collioure als enige handelshaven in Roussillon was toegelaten.
Canet was eerst een heerlijkheid, daarna een burggraafschap en na de Franse Revolutie werd het een gemeente. In de 19e eeuw werden de stadsmuren en het kasteel, die al in verval waren, afgebroken. De moerassen werden verder drooggelegd voor de aanleg van wijngaarden.
Vanaf 1946 werd het toerisme ontwikkeld. In de jaren 1970 werd gekozen voor massatoerisme en verscheen hoogbouw tot tien verdiepingen hoog. In het noorden van Canet-Plage werd een jachthaven gebouwd, in het zuiden een winkelcentrum.

## Geografie
De oppervlakte van Canet-en-Roussillon bedroeg op 1 januari 2022 22,39 vierkante kilometer; de bevolkingsdichtheid was toen 580,8 inwoners per km². De gemeente ligt aan de Middellandse Zee en heeft een lang zandstrand. In het noorden van de gemeente mondt de Têt uit in zee; het zuidelijk deel van de gemeente wordt gevormd door de lagune Étang de Canet.
De onderstaande kaart toont de ligging van Canet-en-Roussillon met de belangrijkste infrastructuur en aangrenzende gemeenten.

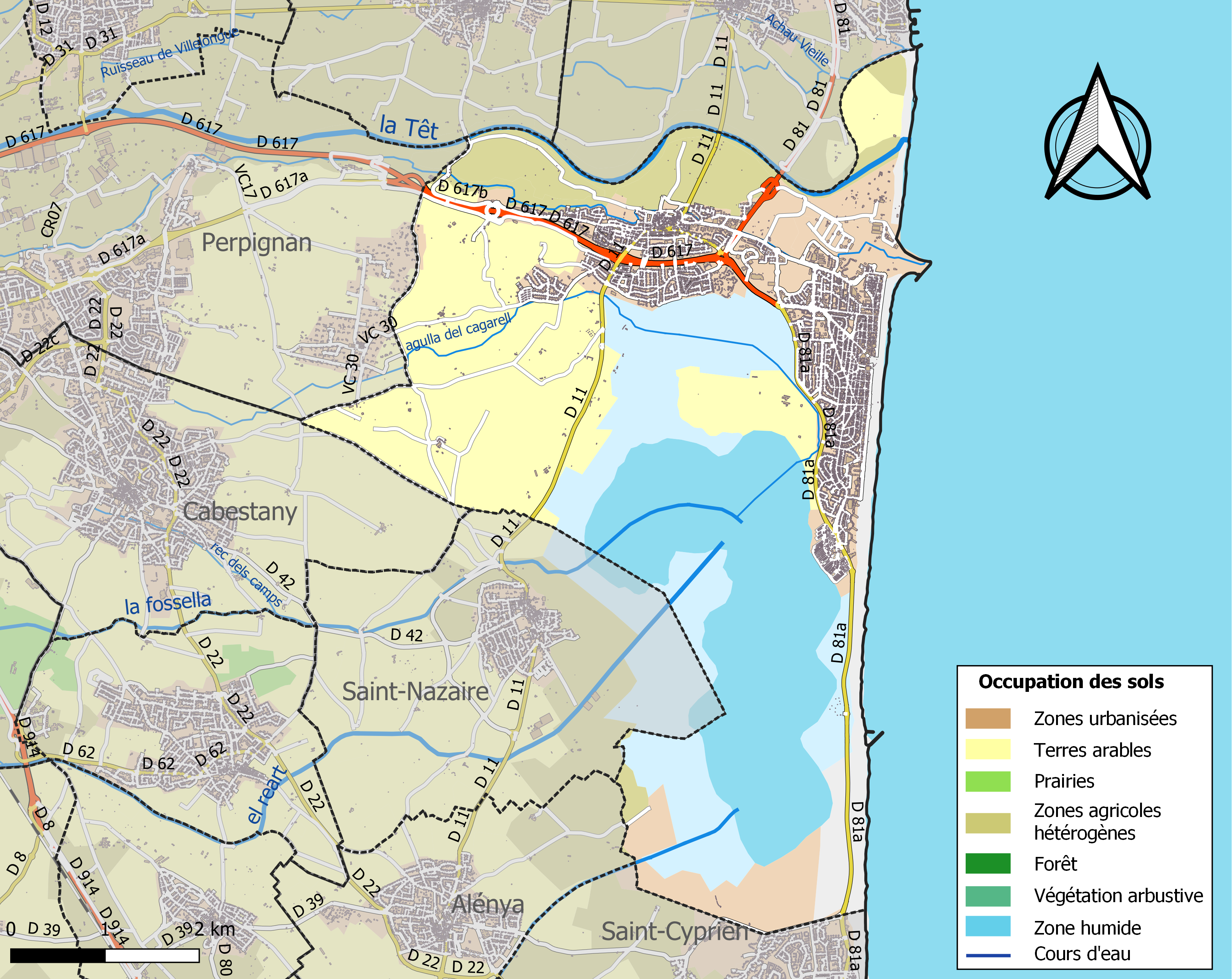

## Politiek

### Lijst van burgemeesters
| Naam burgemeester     | Ambtsperiode       |
| --------------------- | ------------------ |
| Joseph Cassanyes      | 1790-1792          |
| Jacques Bonet         | 1792-1795          |
| Jacques Cassanyes     | 1796-1797          |
| Julien Canal          | 1798-1798          |
| Jacques Cassanyes     | 1799-1800          |
| Jacques Bonet         | 1800-1813          |
| Joseph Cassanyes      | 02.1813-28.10.1814 |
| Saturnin Cargoles     | 1814-1826          |
| Antoine Gaux          | 1826-1831          |
| Joseph Cassanyes fils | 1831-1848          |
| Julien Canal fils     | 03.1848-06.1848    |
| Pierre Roger          | 06.1848-09.1848    |
| Joseph Cassanyes      | 09.1848-08.1851    |
| Julien Canal          | 08.1851-12.1851    |
| Julien Canal          | 1851-1865          |
| Jean Bartissol        | 1865-09.1870       |
| Michel Pages          | 09.1870-12.1870    |
| Joseph Berga          | 1870-1874          |
| Côme Roger            | 1874-1881          |
| Jean Lafon            | 1881-1890          |
| Jacques Xamma         | 1891-1892          |
| Henri Castany         | 1892-1904          |
| Basile Darbon         | 1904-05.1912       |
| Isidore Boutet        | 05.1912-1918       |
| François Alies        | 1918-1919          |
| Joseph Lafon          | 1920-1925          |
| Jacques Xamma         | 1925-1930          |
| Joseph Lafon          | 1929-1930          |
| Gabriel Henric        | 1930-1941          |
| Désiré Riu            | 1941-1943          |
| Pierre Fourcade       | 1943-1944          |
| Gabriel Henric        | 1944-1947          |
| Joseph Pagès          | 1947-1950          |
| François Moudat       | 1950–1965          |
| Christian Brignieu    | 1965–1966          |
| François Moudat       | 1966–1971          |
| Jacques Coupet        | 1971–1989          |
| Arlette Franco        | 1989–2010          |
| Bernard Dupont        | 2010-2020          |
| Stéphane Loda         | 2020-              |

## Demografie
In 1806 telde de gemeente maar 233 inwoners.
Onderstaande figuur toont het verloop van het inwonertal (bron: INSEE-tellingen).

## Stedenbanden
- Maynooth, Ierland (2011)[7]

## Afbeeldingen

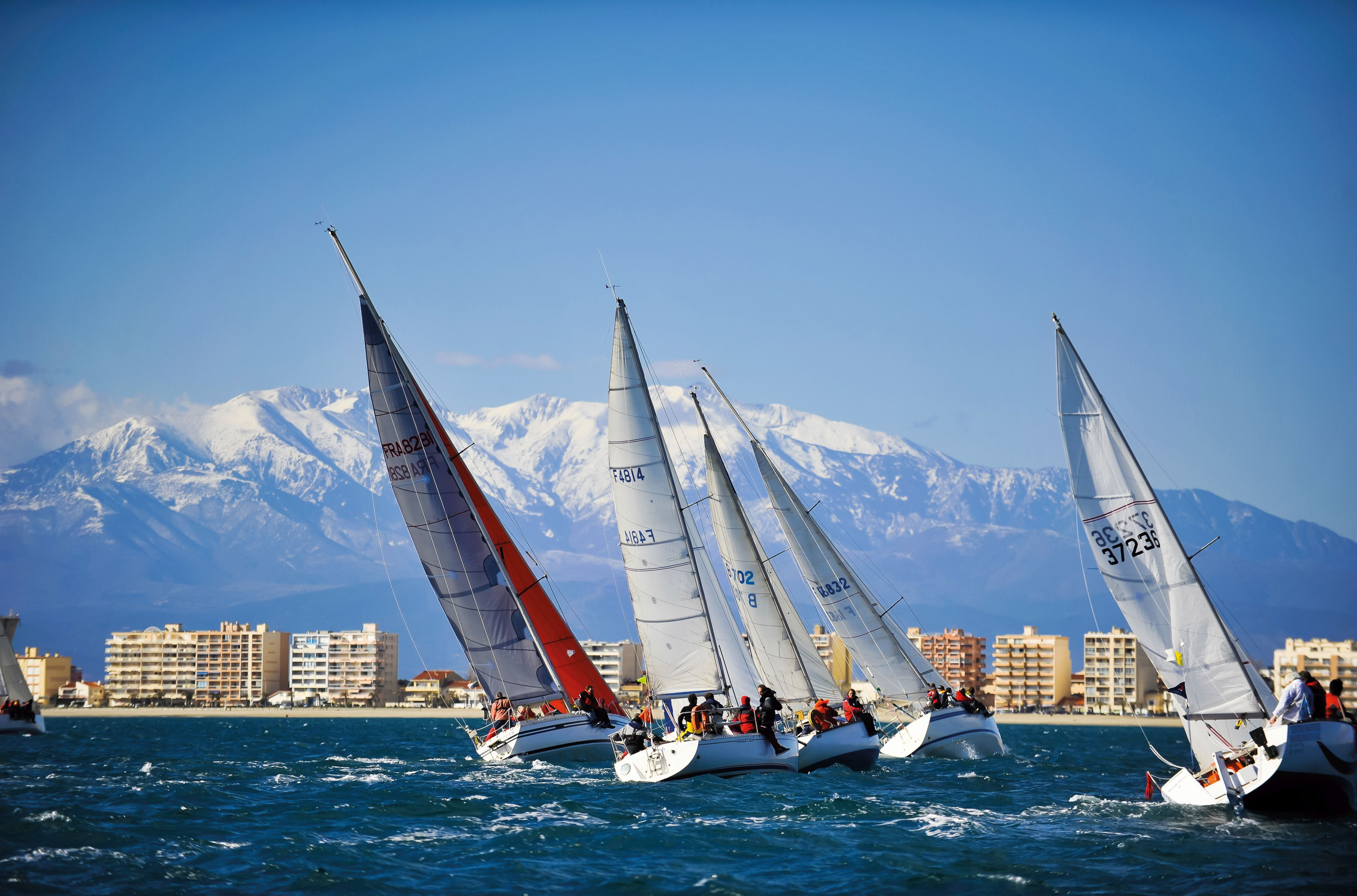
Gezicht op de Pic du Canigou
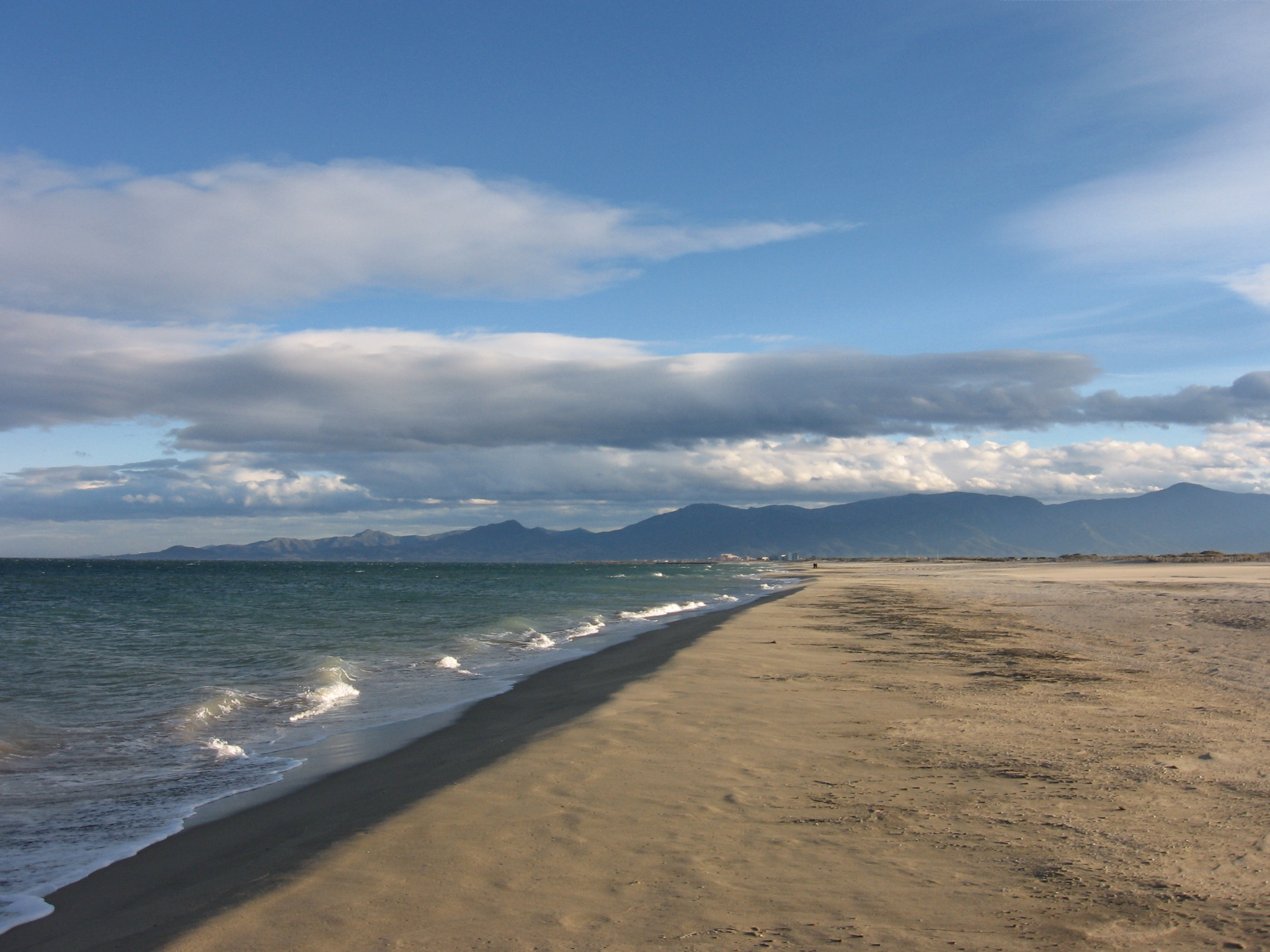
Strand met Spaanse bergen op de achtergrond.
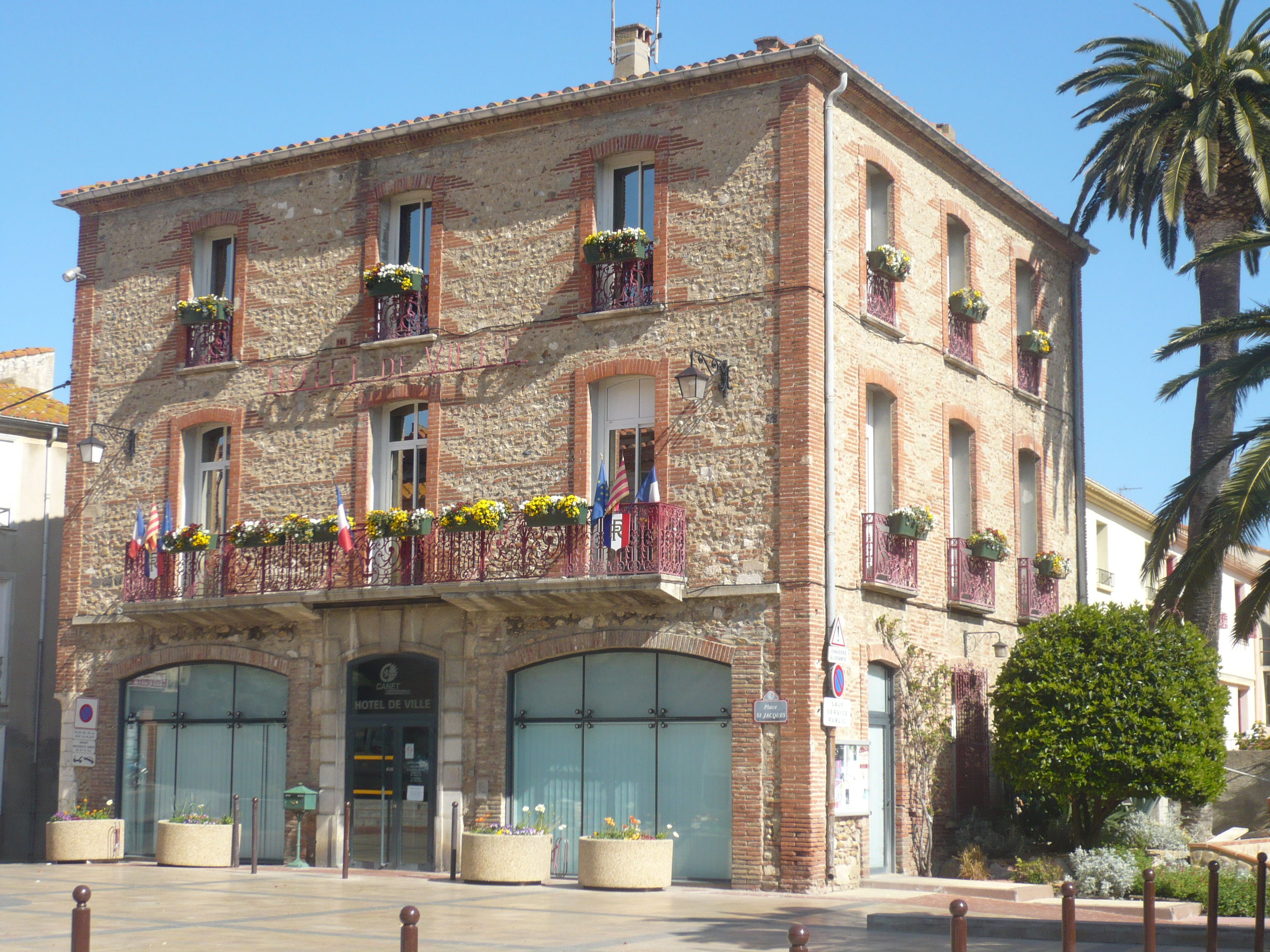
Gemeentehuis